# Suite no 2 de Tchaïkovski
Pour les articles homonymes, voir Suite no 2.
La Suite no 2 en ut majeur, op. 53, de Piotr Ilitch Tchaïkovski est une œuvre pour orchestre composée en 1883.

## Plan de l'œuvre
1. Jeu de sons. Andantino un poco rubato - Allegro molto vivace
2. Valse. Moderato
3. Scherzo burlesque. Vivace con spirito
4. Rêves d'enfant. Andante molto sostenuto
5. Danse baroque. Vivacissimo

## Orchestration
| Instrumentation de la Suite no 2                                                                     |
| Bois                                                                                                 |
| 3 flûtes (la 3e prend le piccolo), 2 hautbois, 1 cor anglais, 2 clarinettes (en ut et la), 2 bassons |
| Cuivres                                                                                              |
| 4 cors (en fa), 2 trompettes (en ut et mi), 3 trombones (2 ténors et 1 basse), 1 tuba                |
| Percussions                                                                                          |
| timbales, cymbales, grosse caisse, timbales, tambourin, triangle                                     |
| Claviers                                                                                             |
| 4 accordéons (ad libitum)                                                                            |
| Cordes                                                                                               |
| 1 harpe, premiers violons, seconds violons, altos, violoncelles, contrebasses                        |